# Levinus Battus
Levinus Battus (Gent, Dezembro de 1545 — Rostock, 11 de Abril de 1591) foi médico, reitor e professor de medicina alemão. Era filho de Bartholomäus Battus (* Aelst, 1515 † Rostock, 1558 ). Em 1557, matriculou-se na Universidade de Rostock, e em 3 de novembro de 1558 entrou para a Universidade de Wittenberg, onde recebeu seu grau de Mestrado em 16 de fevereiro de 1559. Em 1560, deu aulas de matemática na Universidade de Rostock.
Em 1564, foi nomeado reitor do Colégio da Faculdade de Artes, e em 1565, fugiu para a Itália por causa da peste. Lá ele se tornou doutor em Medicina e quando retornou para Rostock foi nomeado professor de medicina. Em 1586 foi nomeado reitor da Faculdade de Medicina e vice-chanceler da Universidade de Rostock.
Em 1563, casou com Anna, filha de Konrad Pegel (1487-1567), teólogo e professor de Pedagogia da Universidade de Rostock, e também pai de Magnus Pegelius (1547-1619). Seu filho mais velho Levinus Battus, o Jovem (1643) foi jurista e professor em Rostock. Segundo Levinus Battus, a cura da epilepsia já era possível, abrindo o crânio do paciente. Em 1591, ele publicou as obras do médico Jacob Bording (1511–1560).

## Obras
- Carmen de eclipsi lunae, anno a nato Christi 1559. mense Septembri, die 16., hora. 4, minuto 45 - 1559
- Epithalamia in honorem nuptiarum Levini Batti, Mathematum in Academia Rostochiana professoris, et Annae, filiae Conradi Pegelii - 1563
- De constitvtione medicinae ... praeside Levino Batto, Artis Medicae Doctore & Professore respondebit Iacobvs Wedege Rostochiensis, Die 18. Augusti anni 71 - 1571
- Almanach unde Prognosticon up dat Jahr na der Gebordt Jhesu Christi unses leven Heren unde Heylandes MDLXXIII
- De Valetudine conservanda theses, ... - 1574
- Resp. Propositiones de epilepsia. Præs. L. Batto - 1577
- Davidis Chytraei De Morte, Et Vita Aeterna. (Imagines Mortis Illvstratae Epigrammatis, Georgii Aemilii Theol. Doctoris. ... [Verf.V.Gilles Corrozet]) - 1581
- Prognosticon edder Practica up dat Jaer na der heylsamen Gebordt unsers enigen Erlösers unde Salichmakers Jesu Christi 1584
- De variolis et morbillis arabvm propositiones de quibus ... praeside Levino Batto gandavensi, artis medicæ in Academia Rostochiana professore ordinario ... disputabit pro licentia petendi doctorum insignia in arte medica Petrvs Paavv amsteldamæus - 1586
- De restitutione minorum - 1586
- Physiologia - 1591
- Hygieine. Sanitatis conservatrix Seu in 6 Galeni libros De sanitate tuenda enarratio - 1591
- Disputationum Logicarum Decima De Definitione, Divisione, Et Methodo: Quae Deo Docente Et Ducente In Illustri Academia Rostochiensi examinanda proponitur Praeside M. Georgio Meiero Duderstad. Sax. Respondente Levino Batto Rostochiensi. Ad diem 9. Ianuar. horis consuetis - 1611
- Calligraphia oratoria linguae Graecae, ad proprietatem, elegantiam et copiam Graeci sermonis parandam utilissima. A Joanne Posselio concinnata, nunc denuò ab eodem recognita, atque ampliùs tertia parte aucta. Accesserunt huic postremae editioni cum Gallica praecipuorum verborum gemina interpretatione, frequentiores, necnon copiosae ac pernecessariae Graeci sermonis formulae, omnia bono ordine & appositè digesta. Cum indice multò, quàm anteà fuit, locupletiore - 1636
- Centuria Conclusionum Iuridicarum Quam De Iuramento Calumniae Ad L. cum & iudices. 2. C. de iureiur. propt. calumn. dand. Sacrosancta annuente Trinitate ... Sub Praesidio ... Dn. Henrici Rahnen/ I.U.D. ... Publico Dd. Examini subiicit, Georgius Hoepnerus Bresla-Silesius, A.& R. Ad diem 4. Mensis Maii, ... - 1639